# 日本医科大学の人物一覧
日本医科大学の人物一覧（にほんいかだいがくのじんぶついちらん）は、日本医科大学に関係する人物の一覧記事。

## 政界
- 中山タマ - 元衆議院議員
- 八田貞義 - 元衆議院議員
- 西島英利 - 元参議院議員
- 松崎俊久 - 元参議院議員、元琉球大学教授、元東京都老人総合研究所部長、疫学
- 釜萢敏 - 参議院議員、日本医師会副会長、新型コロナウイルス感染症対策専門家会議委員
- 加藤艮六 - 三重県伊勢市長（３期）、山田赤十字病院副院長
- 岸中士良 - 東京都立川市長（３期）
- 増島徳 - 埼玉県飯能市長
- 久喜邦康 - 埼玉県秩父市長、秩父新電力代表取締役
- 内田全一 - 埼玉県秩父市長、秩父中央病院院長

## 行政
- 安藤良雄 - 元国立三重病院長

## 研究者・学者
- 野口英世 - ロックフェラー研究所正員、細菌学者（前身の済生学舎出身）、三度ノーベル賞候補に、千円札の顔
- 吉岡弥生 - 東京女医学校（現:東京女子医科大学）創設者、（前身の済生学舎出身）
- 浅川範彦 - 国立伝染病研究所（現東京大学医科学研究所）部長、　浅川賞　細菌学（前身の済生学舎出身）
- 大友康裕 - 東京医科歯科大学教授、救急医学
- 須藤憲三 - 金沢医科大学 (旧制)学長、生化学（前身の済生学舎出身）
- 光田健輔 - 多磨全生園所長　ハンセン病（前身の済生学舎出身）
- 金子丑之助 - 日本医科大学名誉教授、埼玉医科大学教授、解剖学
- 丸山千里 - 日本医科大学名誉教授、皮膚科学、がんの免疫療法として丸山ワクチンを開発
- 肥沼信次 - ベルリン大学教授資格者、第二次世界大戦後のリーツェン市伝染病医療センター所長としてチフス・コレラと戦い殉職
- 丸木清美 - 埼玉医科大学創立者、精神科
- 菊地吾郎 - 東北大学名誉教授、生化学
- トーマス野口 - 米国ロサンゼルス郡検視局長、南カリフォルニア大学教授、Drクインシーのモデル、多くのハリウッドスターを司法解剖
- 坪井栄孝 - 元日本医師会長、放射線科、日本医師会会長を4期8年、第52代世界医師会長も務めた

- 二宮宣文 - 日本医科大学多摩永山病院　特任教授、国際救命医師
- 熊谷裕通 - 静岡県立大学教授、食品栄養学
- 神野正博 - 恵寿総合病院理事長、外科
- 伊藤恭彦 - 名古屋大学教授、腎臓内科
- 与田仁志 - 東邦大学教授、新生児科
- 橋爪真弘 - 東京大学大学院医学系研究科教授、小児科学

## 文学
- 岩田良吉 - 翻訳家
- 林富士馬 - 詩人、文芸評論家。太宰治、三島由紀夫と親交。
- 春日武彦 - 精神科医、作家

## 芸術
- 梁邦彦 - 作曲家　『十二国記』、『英國戀物語エマ』など

## 教職員
前身となった組織の教職員
- 長谷川泰 - 医学者・官僚・衆議院議員。済生学舎の設立者で、日本医科大学でも創立者として扱われている。
- 桂秀馬 - 宮内省侍医局主事、済生学舎教諭、同窓医学講習会の後期学生を対象に「医学研究会」を開講。
- 山根正次 - 日本医学校の創立時の校長。
- 磯部検三 - 日本医学校の創立時の事務責任者、かつては日本医科大学の創立者だと見なされ「維持員」という称号を得ていた。

その他
- 秋山仁 - 数学者、日本医科大学助教授
- 及川真一 - 高脂血症・糖尿病治療の第一人者、日本医科大学名誉教授
- 奥富敬之 - 歴史学者、日本医科大学名誉教授
- 柄谷行人 - 思想家、文芸評論家　日本医科大学講師(1968-1970)
- 北村義浩 - 医師、ウイルス学者、日本医科大学特任教授
- 土屋文明 - 歌人、国文学者　日本医科大学予科教授
- 宗像醇 - 皮膚科学、日本医科大学名誉教授
- 山口俊治 - 英語学者、翻訳家、日本医科大学教授　英語参考書を多く著した

## その他
- フレディ松川 - 医療評論家、ぼけの啓蒙活動、湘南長寿園病院院長
- 佐伯光 - 元自衛隊佐世保病院長・海将補、 女性初の将官
- 高橋辰五郎 - 産婦人科医、教育者
- 水成隆之 - 日本医科大学千葉北総病院脳神経外科医局長
- 大河内一郎 - 福島整肢療護園初代園長
- 小林智子 - 皮膚科医